# Millardia kondana
Il ratto dalla pelliccia soffice Kondana (Millardia kondana  Mishra & Dhanda, 1975) è un roditore della famiglia dei Muridi endemico in una piccola zona dell'India occidentale.

## Descrizione

### Dimensioni
Roditore di piccole dimensioni, con la lunghezza della testa e del corpo tra 150 e 180 mm, la lunghezza della coda tra 110 e 158 mm, la lunghezza del piede tra 27 e 32 mm e la lunghezza delle orecchie tra 16 e 22 mm.

### Aspetto
La pelliccia è soffice. Le parti superiori sono marroni scure. Le parti ventrali sono bianco-grigiastre. Le orecchie sono relativamente piccole. sono presenti 6 cuscinetti sotto la pianta dei piedi. La coda è più corta della testa e del corpo, è cosparsa di pochi piccoli peli, è scura sopra e grigiastra sotto. Le femmine hanno 2 paia di mammelle pettorali e 2 paia inguinali.

## Biologia

### Comportamento
È una specie notturna e fossoria. 

### Riproduzione
Si riproduce in ottobre. Le femmine danno alla luce 3-9 piccoli alla volta.

## Distribuzione e habitat
Questa specie è conosciuta soltanto nelle piane di Singharh, vicino Pune, nello stato indiano del Maharashtra.
Vive nelle foreste tropicali e sub-tropicali decidue secche e in boscaglie tropicali a circa 1.270 metri di altitudine. 

## Conservazione
La IUCN Red List, considerato l'estremamente ridotto areale e il continuo declino nella qualità del proprio habitat a causa di fattori umani, classifica M.kondana come specie in grave pericolo (CR).